# Perichondritis

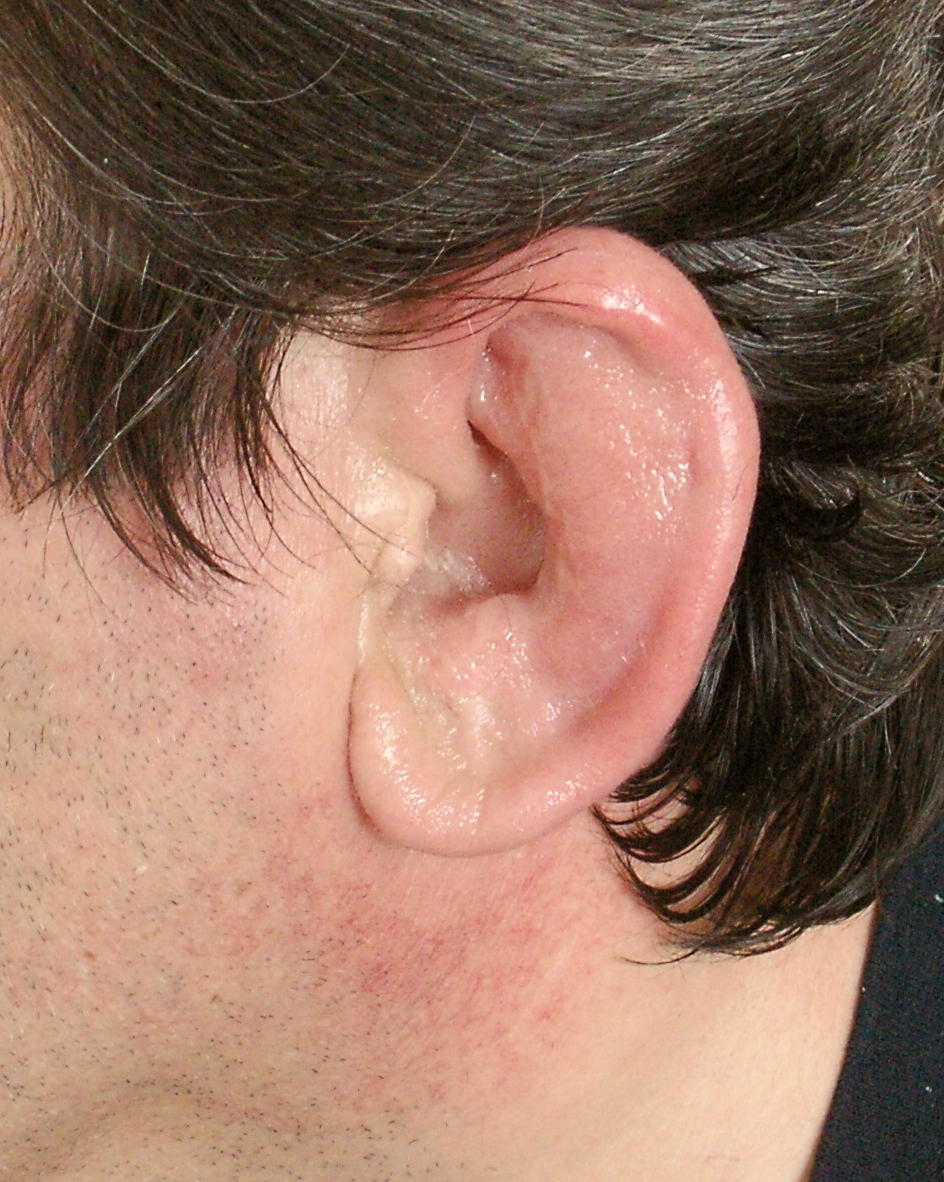
Anfangsstadium einer Ohrmuschelperichondritis. Das Ohrläppchen bleibt ausgespart.

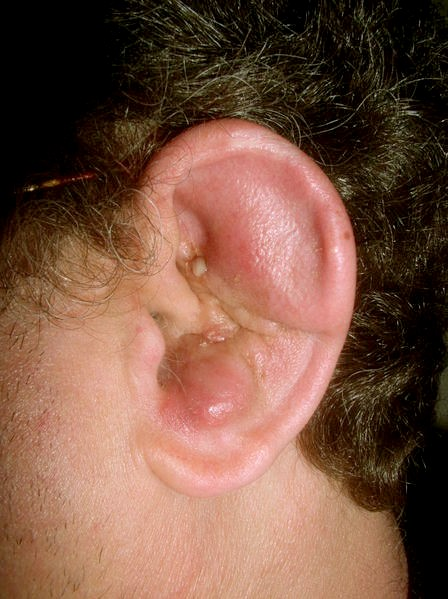
Fortgeschrittenes Stadium einer Ohrmuschelperichondritis mit Eiteraustritt.

Als Perichondritis wird eine Entzündung der Knorpelhaut (lat.-griech. perichondrium) bezeichnet. Weitaus häufigste Form ist die Ohrmuschelperichondritis, die in diesem Artikel behandelt wird. Aber auch am Kehlkopf oder der Nase können Knorpelhautentzündungen vorkommen.

## Ursachen
Hauptursache der Ohrmuschelperichondritis ist das Eindringen von Krankheitskeimen in die Haut, meist über Mikroverletzungen. Auch nach chirurgischen Eingriffen an der Ohrmuschel, Ohrmuschelpiercing oder Verletzungen mit Othämatom können Knorpelhautentzündungen auftreten. Die häufigsten Erreger sind Pseudomonas und Staphylokokken. Auch Infektionen mit Mykobakterien wurden beschrieben.

## Symptome
Charakteristische Krankheitszeichen sind Rötung und schmerzhafte Schwellung der Ohrmuschel.
Typischerweise bleibt das Ohrläppchen von der Entzündung ausgespart, da dieses keinen Knorpel enthält. Dies ist ein wichtiger differentialdiagnostischer Hinweis zur Unterscheidung gegenüber dem ebenfalls nicht selten an der Ohrmuschel lokalisierten Erysipel, bei dem die Entzündung auch auf das Ohrläppchen und die der Ohrmuschel benachbarte Haut übergreift. Im fortgeschrittenen Stadium greift bei der Perichondritis die Entzündung auf den Knorpel über und es kommt zu Nekrosen mit Formveränderungen des Ohrknorpels als Spätfolge (Blumenkohl-Ohr).

## Therapie
Zu Beginn der Erkrankung werden Antibiotika in Tablettenform gegeben. Präparate der ersten Wahl sind dabei Ciprofloxacin und Levofloxacin. Im fortgeschrittenen Stadium sind manchmal Antibiotika erforderlich, die nur als Infusion verabreicht werden können.
Im Stadium der Nekrose können chirurgische Eingriffe mit Entfernung von zugrundegegangenen Ohrknorpelanteilen erforderlich werden, um die Ohrmuschelzerstörung zu begrenzen. Spülungen mit z. B. Rivanol sind unterstützend hilfreich, als alleinige Maßnahme jedoch auf keinen Fall ausreichend.

## Perichondritis im Rahmen einer Systemerkrankung
1923 beschrieb der österreichische Internist Rudolf von Jaksch erstmals eine fieberhaft-entzündliche Multisystemerkrankung mit Beteiligung des Nasen-, Ohr- und Gelenkknorpels (Arthritis). Das sehr seltene Krankheitsbild wurde in den Folgejahren auch als rezidivierende Polychondritis oder Meyenburg-Altherr-Uehlinger-Syndrom bezeichnet und wird heute den Autoimmunerkrankungen zugeordnet.